# پیمان مولوتوف–ریبنتروپ
پیمان عدم تجاوز یا پیمان مولوتف–ریبنتروپ پیمانی بر پایه عدم تجاوز بود که در ۲۳ اوت ۱۹۳۹ بین آلمان نازی و اتحاد جماهیر شوروی سوسیالیستی بسته شد. این پیمان را وزیر امور خارجه آلمان نازی (یواخیم فون ریبنتروپ) و کمیسر خلق برای امور خارجه اتحاد شوروی (ویاچسلاو مولوتف) با حضور ژوزف استالین و گراف فون شولنبورگ، سفیر آلمان در مسکو امضا کردند. هدف اتحاد شوروی از امضای این پیمان دور کردن جنگ از مرزهای خود یا حداقل خریدن زمان در جهت آمادگی بیشتر نظامی بود.

## کریدور لهستان
پس از روی کار آمدن دولت نازی در آلمان، منطقه گدانسک (دانتزیگ) به معنی «شهر آزادی» که لهستان آنرا اداره می‌کرد و دارای اکثریتی آلمانی بود، مسئله‌ساز شد.
آدولف هیتلر مدعی نظارت آلمان بر گدانسک بود و این دخالت، برای لهستانی‌ها خوشایند نبود. لهستان همچنین به‌رغم فشارهای فزاینده آلمان پیشنهاد هیتلر را برای لشکرکشی مشترک برای اشغال اوکراین نمی‌پذیرفت. با آغاز تظاهرات ضد نازی در ورشو و به بن‌بست رسیدن گفتگو از سوی آلمان، هیتلر یک‌طرفه پیمان حسن همجواری را که در سال ۱۹۳۴ (میلادی) با دولت لهستان بسته بود به هم زد. موضوع درگیری، کریدور لهستان بود. کریدور لهستان نوار ارضی باریکی که به لهستان امکان دسترسی به دریا را می‌داد و پروس خاوری را از بقیه آلمان جدا می‌کرد. این کریدور دریایی پس از جنگ جهانی اول و بر اساس پیمان ورسای به لهستان واگذار شده بود.

## پیشینه بستن پیمان
باوجود فشار فزاینده از جانب هیتلر که خواهان کریدور لهستان بود لهستانی‌ها کوتاه نیامدند و به صراحت به نازی‌ها اطلاع دادند که هر تلاشی برای تصرف دانتزیگ به درگیری خواهد انجامید. نویل چمبرلین نخست‌وزیر بریتانیا نیز به هیتلر هشدار داد که بریتانیا، با پشتیبانی فرانسه، برای نجات لهستان خواهند جنگید. هیتلر به هشدار چمبرلین اعتنایی نکرد. همین که ارتش آلمان برای نبرد آماده می‌شد قدرت‌های بزرگ اروپا و جاهای دیگر آغاز به موضع‌گیری کردند.
اتحاد جماهیر شوروی سوسیالیستی در آغاز بی‌طرف ماند تا اینکه ویاچسلاو مولوتوف، وزیر خارجه شوروی، در بهار ۱۹۳۹ در یک سخنرانی به نیروهای متفقین غربی گفت که آن‌ها باید به زودی گفتگو را آغاز کنند وگرنه ممکن است نوعی توافق بین روسیه و آلمان صورت بگیرد. اما چمبرلین نخست‌وزیر بریتانیا، رهبر متفقین غربی، اعتقاد چندانی به نیروی نظامی شوری نداشت و از این رو بریتانیا به همراه لهستان، همه پیشنهادهای گفتگو با شوروی را برای اقدام نظامی مشترک در صورت تجاوز آینده نازی‌ها رد کردند. این کشورها ساده‌لوحانه، قصد تسلیم و سازش با هیتلر را داشتند. آنها گمان نمی‌کردند که به آنها حمله شود؛ بنابراین نیروهای متفقین، با درپیش‌گرفتن سیاست دوگانه، آلمان نازی را به سوی جنگ با شوروی سوق دادند. این کنش‌ها ژوزف استالین، رهبر اتحاد شوروی را به مذاکره با هیتلر ترغیب کرد.
هیتلر مشتاق بود با استالین وارد معامله شود. زمانبندی نقشه اصلی جنگی هیتلر شامل از پا درآوردن لهستان بود که در سپتامبر ۱۹۳۹ آغاز می‌شد. سپس سربازانش را به سرعت به سوی غرب حرکت می‌داد و به فرانسه حمله می‌کرد. هیتلر نیاز به یک قرارداد عدم تجاوز با شوروی داشت تا از جنگ در دو جبهه، یعنی نبرد با فرانسوی‌ها و بریتانیایی‌ها در باختر و روس‌ها در خاور که آلمان را در وسط، گیر می‌انداخت جلوگیری کند. برای همین، امتیازهای بی‌سابقه‌ای به شوروی داد.

## مفاد پیمان

### تقسیم کشورها
یواخیم فون ریبنتروپ، وزیر خارجه آلمان نازی، در ماه اوت به مسکو رفت تا به قراداد مهر تأیید بزند. در مراسمی در کاخ بزرگ کرملین که خود استالین هم حضور داشت ریبنتروپ پیمان عدم تجاوز نازی-شوروی را امضا کرد. با این پیمان، دست استالین نیز به روی اروپای خاوری باز می‌شد تا با آغاز جنگ، چندین منطقه را که روسیه در پایان جنگ جهانی اول از دست داده بود، از جمله کشورهای لیتوانی، لتونی، استونی، بخش‌هایی از رومانی و فنلاند و از همه مهم‌تر، همه بخش خاوری لهستان را به روسیه ملحق سازد.

### نیاز آلمان بهمواد خاماستراتژیک
قرارداد عدم تجاوز بین آلمان و شوروی، دست هیتلر را برای حمله به غرب باز گذاشت و در ضمن مواد خام ضروری را که در جنگ برای آلمان اهمیتی حیاتی داشت تأمین می‌کرد. بر پایه این پیمان، قرار شد اتحاد شوروی به آلمان، غلات، چوب، نفت خام، پلاتین، فسفات و… که سخت به آن نیاز داشت صادر کند. شوروی متعهد شد با ایجاد تسهیلات ترانزیتی، مواد خام مورد نیاز آلمان را به آن کشور تحویل دهد و آن کشور را از دشواری‌ها و تنگناهایی که به سبب محاصره بریتانیا دچار شده بود رهایی بخشد.
بدون تأمین سوخت و مواد خام و غذا برای آلمان دست زدن به جنگ بدون اندیشیدن به پیامدهای آن و از جمله محاصرهٔ دریایی توسط بریتانیا ممکن نبود. چرا که درست همین عامل در جنگ جهانی اول باعث شکست آلمان شده بودند. خبر این پیمان، جهان را تکان داد. پیمان اتحاد شوروی-نازی عملاً سرنوشت لهستان را رقم زد؛ زیرا این کشور به لحاظ جغرافیایی از متحدان غربی‌اش فاصله داشت و کمک مستقیم نظامی به آن تقریباً ناممکن بود. همکاری شوروی با هیتلر و تصمیم هیتلر به تصرف سرزمین‌های بیشتر، پیش‌بینی جنگ تازه‌ای در اروپا را تقریباً قطعی می‌کرد.

## برهم خوردن پیمان
سیاست‌های بریتانیا و فرانسه، آلمان نازی را برای حمله به شوروی سوق داد. با حمله آلمان به شوروی در ژوئن ۱۹۴۱ پیمان مولوتف–ریبنتروپ برهم خورد.

## پیامد
پیمان مولوتف–ریبنتروپ یکی از اصلی‌ترین دلایل آغاز جنگ جهانی دوم بود.

## گرامیداشت

### فروپاشی شوروی
در ۲۳ اوت ۱۹۸۹ در پنجاهمین سالگرد امضای پیمان مولوتف–ریبنتروپ، دو میلیون نفر برای ۱۵ دقیقه در یک زنجیره انسانی به طول بیش از ۶۵۰ کیلومتر، از تالین پایتخت استونی تا ریگا پایتخت لتونی و سپس ویلنیوس پایتخت لیتوانی دست‌های یکدیگر را گرفتند. این زنجیر انسانی به نیروبخشی به انگیزه‌های استقلال‌طلبانه کشورهای حوزه دریای بالتیک پس از فروپاشی اتحاد جماهیر شوروی کمک کرد.